# GSC3725-1555
GSC3725-1555 — хімічно пекулярна зоря спектрального класу A3, що має видиму зоряну величину в смузі V приблизно 11,5.